# Додина, Евгения
Евге́ния Бори́совна До́дина (ивр. יבגניה דודינה‎, также Женя Додина, англ. Jenya Dodina, род. 10 декабря 1964, Могилёв, СССР) — израильская театральная, теле- и кино-актриса
. Начав карьеру в 1987 году, снялась в более чем тридцати фильмах на иврите, русском, английском и немецком языках.

## Биография
Евгения Додина родилась в белорусском Могилёве. Отец Борис Додин (ум. 2012) был учителем математики, а мать Соня Додина (ум. 5 февраля 2019 года) — врачом-педиатром. Сестра Додиной впоследствии стала провизором.
По её собственным словам, в 14 лет была поклонницей актёра Олега Даля: она интересовалась его биографией, театром «Современник», где он играл и, таким образом, актёрской профессией в целом. Переехала в Москву поступать во ВГИК, однако её туда не взяли. По рекомендации одного из членов приёмной комиссии Додина поступила в ГИТИС, где училась на первом и последнем очном курсе Анатолия Эфроса, который он вёл совместно с Анатолием Васильевым. Будучи студенткой последнего курса в 1985 году дебютировала в кино: в эпизоде комедии Петра Фоменко «Поездки на старом автомобиле». Ещё через год, в 1986, она дебютировала на сцене театра им. Маяковского в спектакле «Завтра была война». Там же она познакомилась с Евгением Арье, вместе с которым она эмигрировала в Израиль в 1991 году.
В Израиле Арье стал одним из основателей и режиссёром в театре «Гешер» (рус. Мост), в котором Додина стала ведущей актрисой. В 2007 году она перешла в тель-авивский театр «Габима», продолжая при этом сниматься в кино и на телевидении.
В 2003 году вышел фильм «Было или не было» о любовной истории израильской актрисы театра «Габима» Ханы Ровины и поэта Александра Пэнна. За роль Ровины в этом фильме актриса получила приз за лучшую женскую роль на фестивале еврейского кино в Варшаве.
В 2005 году во время исполнения спектакля «Медея» актриса упала со сцены и сломала ногу. Постановка в театре была приостановлена на 8 месяцев до её полного выздоровления.
В 2009 году на 61-й церемонии празднования независимости Израиля актриса была удостоена чести зажечь факел за особый вклад в развитие еврейского театра. В 2010 году Тель-Авивский университет присвоил ей звание почётного доктора за выдающийся вклад в развитие израильского искусства.
В 2011 году вышел фильм «По тебе не скажешь» («По тебе не видно», «Невидимый»), который стал лауреатом Хайфского международного кинофестиваля в категории «Лучший фильм», а исполнившая в нём главную голь Евгения Додина получила приз за лучшую женскую роль.
В 2012 году в театре «Габима» играла в пьесе «Персона», основанной на сюжете известного одноимённого фильма Ингмара Бергмана 1966 года. Это была совместная постановка «Габимы» и мюнхенского театра Резиденц-театра — постановка шла как в Тель-Авиве, так и в столице Баварии.
В 2014 году актриса была приглашена в качестве члена жюри на 5-й Одесский международный кинофестиваль, где параллельно с судейством картин конкурсной программы представила и свою работу в ленте «По тебе не видно» (2011).
В 2016 году вышел фильм «Неделя и один день» (реж. Асаф Полонски), где Додина сыграла главную роль. Картина была номинирована на израильскую премию «Офир» и представлена в конкурсной программе международного Каннского кинофестиваля. Фильм удостоился стоячих оваций в день официального показа, а также выиграл приз «GAN Foundation Award» и премию в размере $22.000.

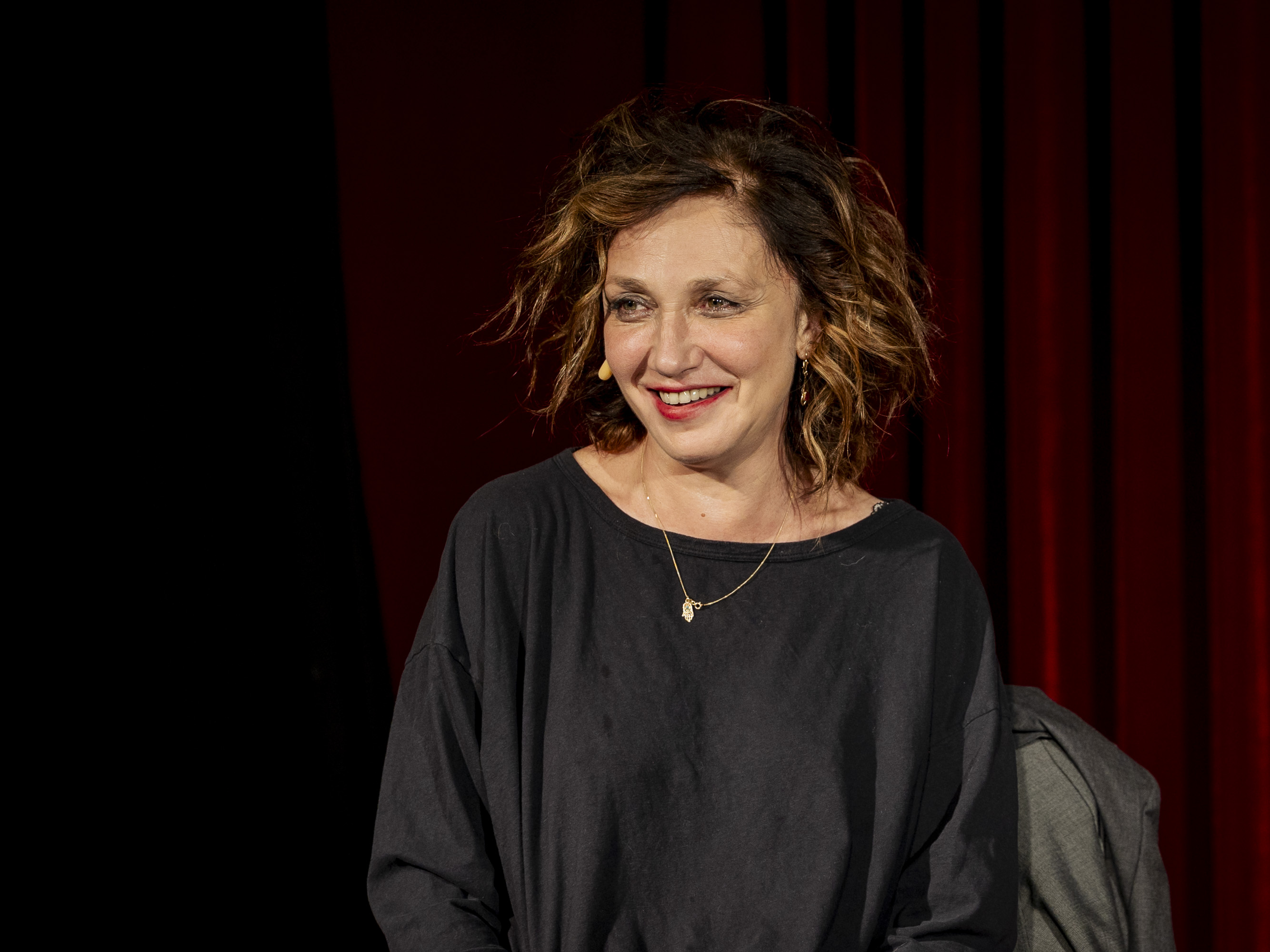
Евгения Додина. Творческая встреча в Тель-Авиве. 2024

В 2018 году будучи членом трупы театра «Габима» приехала на гастроли в Москву и играла несколько спектаклей в театре им. Вахтангова. В этом же году выходит фильм «Девственницы» (реж. Керен бен Рафаэль). Фильм был отправлен на 40-й Московский международный кинофестиваль, где участвовал в программе «Русский след».
В мае 2020 года вышел эпизод сериала «Убивая Еву», где Додина исполнила роль матери главной героини. Последний на сегодняшний день проект, фильм «Паркет» (реж. Александр Миндадзе) находится в стадии завершения съемок.

## Личная жизнь
В 1994 году Евгения Додина вышла замуж за музыканта и композитора театра «Гешер» Ави Беньямина. Свадьба прошла на Кипре. У пары есть взрослая дочь, Анна, которая тоже занимается музыкой и является лауреатом Всеизраильского конкурса молодых пианистов.
Родители актрисы эмигрировали в Израиль во второй половине 1990-х, когда у Додиной уже родилась дочь. Её отец скончался в 2012 году, мать семью годами позднее. Сестра актрисы по-прежнему проживает в Тель-Авиве.

## Театр

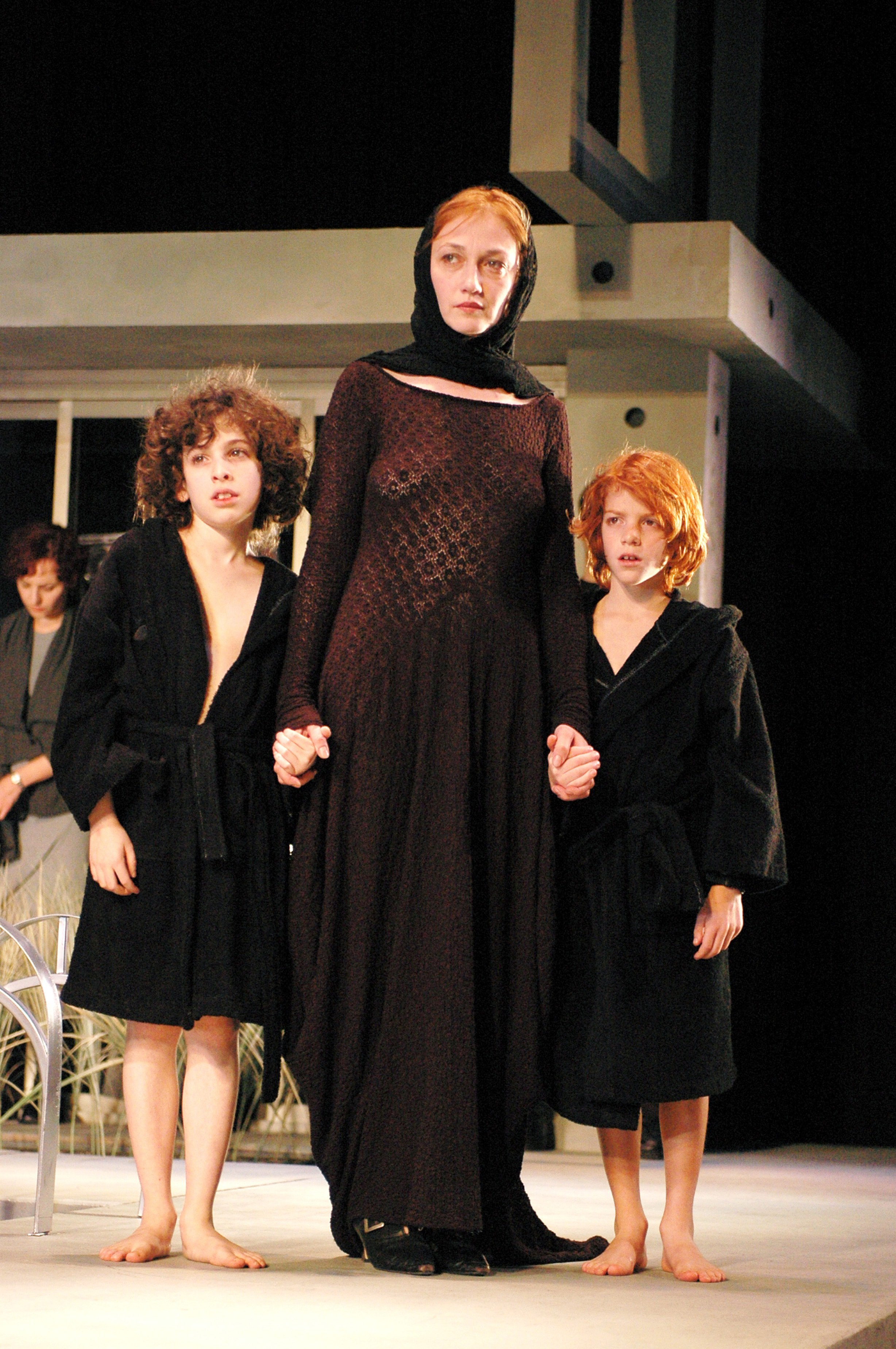
Евгения Додина, Юваль Шевах и Йонатан Франко в спектакле Медея

В Израиле играет в театрах Гешер, Габима, Камери и в Государственном театре Штутгарта.
Роли в театре Гешер (Тель-Авив):
- «Розенкранц и Гильденстерн мертвы» — Офелия
- «Афера Дрейфуса» — Мириам
- «Мольер» — Арманда
- «Идиот» — Аглая
- «Воскрешение Адама» — 2 роли
- «На дне» — Наташа
- «Тартюф»
- «Город» — Баска
- «Три сестры» — Маша
- «Любовь и интрига» — Леди Милфорд, режиссёр Леандер Кауффман
- «Еда» — Изабель
- «Сон в летнюю ночь»
- «Господин Бринк» — сестра Дмитрия
- «Шоша» — Бетти Слоним
- «Раб» — Ванда-Сара
- «Женитьба Фигаро» — Керубино
- «Медея» — Медея
- «Вишневый сад» — Раневская
- «Ричард III» — Ричард
- «Души» — Марина

## Полная фильмография
| Год  |     | Русское название                      | Оригинальное название            | Роль                    |
| ---- | --- | ------------------------------------- | -------------------------------- | ----------------------- |
| 1987 | ф   | Поездки на старом автомобиле          | Поездки на старом автомобиле     | В эпизоде               |
| 1989 | кор | Наваждение                            | Наваждение                       |                         |
| 1995 | с   | Ситтон                                | סיטון                            | Александра              |
| 1995 | с   | Бат-Ям — Нью-Йорк                     | Bat Yam — New York               |                         |
| 1996 | ф   | Святая Клара                          | קלרה הקדושה                      | Мать Клары              |
| 1996 | ф   | Конец игры                            | סוף המשחק                        | Маша                    |
| 1996 | ф   | Краткая история любви                 | קיצור תולדות האוהבים             | Настасья                |
| 1997 | мтф | Детектив в Иерусалиме                 | בלש בירושלים                     | Светлана                |
| 1998 | ф   | Палестинский цирк                     | קרקס פלשתינה                     | Марианна Стасенко       |
| 1998 | ф   | Джентила                              | ז'נטילה                          | Мать Джентилы           |
| 1998 | с   | Язвы Давида                           | עלילות דוד                       | Наташа / Соня           |
| 1999 | ф   | Время эфира                           | זמן אוויר                        | Инна                    |
| 2001 | ф   | Сделано в Израиле                     | Made in Israel                   | Додо                    |
| 2003 | ф   | Было или не было                      | היה או לא היה                    | Хана Ровина             |
| 2003 | с   | Франко и Спектр                       | פרנקו וספקטור                    | Ирэна                   |
| 2003 | ф   | Трагедии Нины                         | האסונות של נינה                  | Галина                  |
| 2006 | ф   | Письма в Америку                      | מכתבים לאמריקה                   | Ривка                   |
| 2006 | ф   | Полурусская история                   | סיפור חצי רוסי                   | Юлия                    |
| 2006 | с   | Дотянуться рукой                      | מרחק נגיע                        | Марина                  |
| 2008 | с   | Еженедельная глава Торы               | פרשת השבוע                       | Вера                    |
| 2008 | кор | Пинхас                                | פינחס                            | Ирина                   |
| 2008 | ф   | Воскрешенный Адам                     | Adam Resurrected                 | Gretchen Stein          |
| 2008 | с   | Голая правда                          | האמת העירומה                     | Мика Навот              |
| 2010 | ф   | И были ночи                           | היו לילות                        | Ора Бен-Шмуэль          |
| 2011 | ф   | По тебе не скажешь / По тебе не видно | לא רואים עליך                    | Нира                    |
| 2011 | ф   | Доктор Померанц                       | ד"ר פומרנץ                       | Доктор Натали Гуревич   |
| 2012 | ф   | Атака                                 | The Attack                       | Ким                     |
| 2014 | ф   | Любовное письмо в кино                | מכתב אהבה לקולנוע                |                         |
| 2015 | кор | Анна                                  | Anna                             | Анна                    |
| 2016 | ф   | Неделя и один день                    | שבוע ויום                        | Вики Спивак             |
| 2016 | ф   | Прошлая жизнь                         | החטאים                           | Люся Мильх              |
| 2017 | ф   | Когда убывает день                    | In Zeiten des abnehmenden Lichts | Ирина                   |
| 2017 | кор | Домашний                              | כמו בבית                         | Хелена                  |
| 2017 | ф   | Смерть поэтессы                       | מות המשוררת                      | Ленни Садэ              |
| 2017 | ф   | Семья                                 | משפחה                            | Мама                    |
| 2017 | кор | Отличный день, чтобы поплавать        | A Perfect Day for Swimming       |                         |
| 2018 | кор | Америка                               | America                          | Наташа                  |
| 2018 | ф   | Девственницы                          | אין בתולות בקריות                | Ирена                   |
| 2019 | с   | Уважаемый                             | כבודו                            | Юлия                    |
| 2020 | с   | Убивая Еву                            | Killing Eve                      | Татьяна, мать Виланелль |
| 2019 | с   | Уважаемый                             | כבודו                            | Юлия                    |
| 2020 | с   | Репетиции                             | חזרות                            | Вера, директор театра   |
|      | ф   | Паркет                                | Паркет                           | Валенсия                |

## Отзывы критиков и коллег
- Наряду с Ронит Элькабец, Додину называет «одной из двух великих див израильского кино» израильский режиссёр, автор сценария и продюсер Михаль Авиад[англ.][19].
- «Невероятно талантливой» называет актрису в своей статье газета «The Jerusalem Post»[20].

## Награды и номинации
В 2011 играла в фильме «По тебе не скажешь», за который получила приз за лучшую женскую роль на
Международном хайфском фестивале.